# Conducte auditiu intern

Anatomia de l'orella humana:
1: Orella externa.
5: Orella mitjana.
13: Orella interna:
14: Laberint: 15: Conducte semicircular, 16: Vestíbul: 17: Finestra oval, 18: Finestra rodona. 19: Còclea.
20: Nervi vestibular, 21: Nervi coclear, 22: Conducte auditiu intern.
Altres: 11: Os temporal, 23: Nervi auditiu.

El conducte auditiu intern és un canal a l'os temporal del crani, que porta els nervis des de l'interior del crani cap als compartiments de l'orella interna.

## Estructura
L'obertura cap al conducte auditiu intern es troba dins de la cavitat cranial, a prop del centre de la superfície posterior de l'os temporal. La mida varia considerablement, els seus marges són llisos i arrodonits. El canal és curt (al voltant d'1 cm) i s'estén lateralment dins de l'os. En el seu extrem final hi ha les obertures per tres canals diferents, un dels quals és el conducte facial.
Conté el nervi facial i el nervi vestibulococlear o auditiu (que en l'inici del trajecte es divideix en el nervi vestibular i el nervi coclear) i l'artèria laberíntica (una branca auditiva interna de l'artèria basilar).